# 長崎市立南小学校
長崎市立南小学校（ながさきしりつ みなみしょうがっこう, Nagasaki City Minami Elementary School）は長崎県長崎市千々町にあった公立の小学校。
小中併設校であったが、2021年（令和3年）4月1日より、中学校は休校し、2022年（令和4年）3月末をもって閉校の上、長崎市立茂木中学校に統合された。
また、小学校も2024年（令和6年）3月末に閉校し、長崎市立茂木小学校に統合された。

## 概要
歴史
1952年（昭和27年）に西彼杵郡茂木町大崎・千々地区（現・長崎市大崎町・千々町）の2小学校・1中学校分校の統合により開校した。2007年（平成19年）に創立55年を迎えた。2022年（令和4年）3月末をもって中学校は閉校し、小学校単独となったが、小学校も2024年（令和6年）3月末をもって閉校した。
学校教育目標
「自ら学び鍛え、励まし合う、心豊かな児童・生徒の育成」
校章
茂木地区名産の枇杷の葉を背景に、校名の「南」の文字を置いている。
校歌
小中共通。作詞は原口喜久也、作曲は富永博による。歌詞は3番まであり、各番とも「我等の南」で終わる。
校区
住所表記で長崎市の後に大崎町、千々町が続く地区。南中学校の閉校により、中学校区は2022年（令和4年）4月から長崎市立茂木中学校区となった。

## 沿革
前史
【小学校】
茂木町立大宮小学校（おおみや）- 校区は茂木町大崎・宮摺地区。
- 1881年（明治14年）6月 - 大崎名と宮摺名にそれぞれ茂木小学校の分教場が設置される。
- 1886年（明治19年）4月 - 小学校令の施行により、2つの分教場が「簡易大崎小学校」、「簡易宮摺小学校」となる。
- 1892年（明治25年）- 「大崎尋常小学校」、「宮摺尋常小学校」と改称。
- 1899年（明治32年）- 両校を合併し、「大宮尋常小学校」（尋常科4年）と改称（2校の頭文字「大」と「宮」を組み合わせた）。
- 1908年（明治41年）頃 - 「茂木尋常高等小学校 大宮分教場」となる。

小学校令の一部改正により、義務教育期間が尋常科4年から尋常科6年に延長されたため、1年から6年までの児童を収容することが困難となった。これを解決するために、尋常科1～4年の児童を分教場に収容し、尋常科5・6年の児童を茂木尋常高等小学校本校に収容することにした。
- 1941年（昭和16年）4月1日 - 国民学校令により、「茂木国民学校 大宮分教場」となる。
- 1947年（昭和22年）4月1日 - 学制改革（六・三制の実施）により、茂木小学校より分離し、「茂木町立大宮小学校」が発足。
- 1952年（昭和27年）3月31日 - 千藤小学校との統合のため、廃止される。

茂木町立千藤小学校（ちとう）- 校区は茂木町千々・藤田尾地区。
- 1882年（明治15年）- 千々名と藤田尾名に茂木小学校の分教場が設置される。
- 1886年（明治19年）4月 - 小学校令の施行により、2分教場がそれぞれ「簡易千々小学校」、「簡易藤田尾小学校」となる。
- 1892年（明治25年）- 「千々尋常小学校」、「藤田尾尋常小学校」と改称。
- 1894年（明治27年）- 両校を統合し、「千藤尋常小学校」と改称（2校の頭文字「千」と「藤」を組み合わせた）。
- 1900年（明治33年）- 校舎を新築し、それまで借用していた千々名木場の民家から移転を完了。
- 1908年（明治41年）頃 - 「茂木尋常高等小学校 千藤分教場」となる。

小学校令の一部改正により、義務教育期間が尋常科4年から尋常科6年に延長されたため、1年から6年までの児童を収容することが困難となった。これを解決するために、尋常科1～4年の児童を分教場に収容し、尋常科5・6年の児童を茂木尋常高等小学校本校に収容することにした。
- 1941年（昭和16年）4月1日 - 国民学校令により、「茂木国民学校 千藤分教場」となる。
- 1947年（昭和22年）4月1日 - 学制改革（六・三制の実施）により、茂木小学校より分離し、「茂木町立千藤小学校」が発足。
- 1952年（昭和27年）3月31日 - 大宮小学校との統合のため、廃止される。

【中学校】
茂木町立茂木中学校千々分校
- 1948年（昭和23年）4月 - 千藤小学校に「茂木町立茂木中学校千々分校」が併設される。
- 1950年（昭和25年）8月 - 大崎・千々地区の中央高地海抜135ｍを整地し、校地（千々513番地）を設定。
- 1951年（昭和26年）12月 - 木造瓦2階建ての校舎（13教室）が完成。

正史
- 1952年（昭和27年）4月 - 茂木町立大宮小学校、茂木町立千藤小学校、茂木町立茂木中学校千々分校を統合し、「茂木町立南小学校・中学校」が開校。
- 1958年（昭和33年）10月3日 - 音楽室兼講堂（1教室）を増築。
- 1962年（昭和37年）1月1日 - 茂木町の長崎市編入に伴い、「長崎市立南小学校・中学校」（現校名）と改称。
- 1964年（昭和39年）11月22日 - 中学校技術科を増築。
- 1965年（昭和40年）3月2日 - 普通教室を改造し、理科室が完成。
- 1968年（昭和43年）4月 - 家庭科室を増築。
- 1973年（昭和48年）3月31日 - 体育館・給食室を完成。
- 1979年（昭和54年）3月31日 - 鉄筋コンクリート造3階建て中学校校舎（第1期）が完成。
- 1980年（昭和55年）3月30日 - 音楽室と資料室を解体。
- 1981年（昭和56年）10月1日 - 小学校木造2階建て4教室を解体。
- 1982年（昭和57年）3月31日 - 鉄筋コンクリート造4階建て小学校校舎（第1期）が完成。
- 1983年（昭和58年）3月31日 - 小学校校舎（第2期）が完成。
- 1984年（昭和59年）1月28日 - 校舎落成式を挙行。
- 1991年（平成3年）4月22日 - 旧職員住宅を解体。
- 1992年（平成4年）
  - 6月17日 - 飼育舎が完成。（1994年（平成6年）7月に移転）
  - 8月19日 - 通学路を拡張。
- 1994年（平成6年）7月22日 - 技術科室と家庭科室を解体。
- 1995年（平成7年）3月15日 - 中学校、家庭科室・技術科室・コンピューター室が完成。
- 1996年（平成8年）
  - 3月14日 - 運動場に複合遊具を設置。
  - 3月31日 - 運動場を拡張。
- 1997年（平成9年）
  - 2月22日 - 通学路・新館・運動場・プール落成式典を挙行。
  - 3月31日 - 昇降式プールが完成。
- 2021年（令和3年）4月1日 - 中学校を休校とする。
- 2022年（令和4年）3月31日 - 長崎市立茂木中学校への統合により、南中学校が閉校。小学校単独となる。
- 2024年（令和6年）
  - 2月18日 - 閉校式を挙行。
  - 3月31日 - 長崎市立茂木小学校への統合により、南小学校が閉校。

## 学校行事
3学期制
1学期
- 4月 - 始業式、入学式、対面式、歓迎集会、歓迎遠足、避難訓練、授業参観、定期総会
- 5月 - スポーツテスト、交通安全教室
- 6月 - 長崎市中学校総合体育大会（中総体）・激励会、びわの収穫、親子給食教育週間、平和キャンドル、全員遊び
- 7月 - 水泳大会、終業式、海岸清掃
- 8月 - 平和祈念集会（9日 長崎原爆の日）

2学期
- 9月 - 始業式、運動会
- 10月 - 小6 長崎市小学校体育大会（小体会）・激励会、小1・2生活科町探検、全員遊び
- 11月 - 長崎市小学校音楽会、社会科見学、避難訓練
- 12月 - なかよし集会、終業式

3学期
- 1月 - 始業式、持久走大会、給食週間、校内体力アップ運動
- 2月 - 避難訓練
- 3月 - 学校保健委員会、送別集会、遠足、卒業式、修了式

## 部活動
中学校
- バドミントン部があった。

過去の部活動　
バレー部

## 交通アクセス
最寄りのバス停
- 長崎バス「南中学校前」バス停

最寄りの国道・県道
- 長崎県道34号野母崎宿線

## 参考資料
- 「市制百年 長崎年表」（1989年（平成元年）4月1日, 長崎市役所）
- 茂木地区年表（PDF） - 長崎市役所ウェブサイト
- 古写真をたずねて（PDF） - 長崎市役所ウェブサイト